# Monay (municipi)
|  | «Monay» redirigeix aquí. Si cerqueu el riu veneçolà, vegeu «Monay (riu)». |

Monay és un municipi francès situat al departament del Jura i a la regió de Borgonya - Franc Comtat. L'any 2007 tenia 149 habitants.

## Demografia

### Població
El 2007 la població de fet de Monay era de 149 persones. Hi havia 59 famílies de les quals 16 eren unipersonals (4 homes vivint sols i 12 dones vivint soles), 19 parelles sense fills, 16 parelles amb fills i 8 famílies monoparentals amb fills.
La població ha evolucionat segons el següent gràfic:
Habitants censats

### Habitatges
El 2007 hi havia 76 habitatges, 62 eren l'habitatge principal de la família, 10 eren segones residències i 4 estaven desocupats. 69 eren cases i 7 eren apartaments. Dels 62 habitatges principals, 53 estaven ocupats pels seus propietaris i 10 estaven llogats i ocupats pels llogaters; 3 tenien dues cambres, 11 en tenien tres, 16 en tenien quatre i 33 en tenien cinc o més. 50 habitatges disposaven pel capbaix d'una plaça de pàrquing. A 22 habitatges hi havia un automòbil i a 34 n'hi havia dos o més.

### Piràmide de població
La piràmide de població per edats i sexe el 2009 era:
| Homes | Edats   | Dones |
| ----- | ------- | ----- |
| 0     | 95 o +  | 0     |
| 0     | 90 a 94 | 0     |
| 0     | 85 a 89 | 4     |
| 0     | 80 a 84 | 0     |
| 4     | 75 a 79 | 4     |
| 4     | 70 a 74 | 0     |
| 4     | 65 a 69 | 8     |
| 0     | 60 a 64 | 0     |
| 4     | 55 a 59 | 4     |
| 4     | 50 a 54 | 0     |
| 8     | 45 a 49 | 4     |
| 0     | 40 a 44 | 8     |
| 4     | 35 a 39 | 4     |
| 0     | 30 a 34 | 4     |
| 4     | 25 a 29 | 0     |
| 0     | 20 a 24 | 4     |
| 0     | 15 a 19 | 4     |
| 12    | 10 a 14 | 4     |
| 4     | 5 a 9   | 0     |
| 0     | 0 a 4   | 0     |

## Economia
El 2007 la població en edat de treballar era de 99 persones, 71 eren actives i 28 eren inactives. De les 71 persones actives 64 estaven ocupades (36 homes i 28 dones) i 7 estaven aturades (3 homes i 4 dones). De les 28 persones inactives 11 estaven jubilades, 7 estaven estudiant i 10 estaven classificades com a «altres inactius».

### Ingressos
El 2009 a Monay hi havia 63 unitats fiscals que integraven 148,5 persones, la mediana anual d'ingressos fiscals per persona era de 16.977 €.

### Activitats econòmiques
Dels 2 establiments que hi havia el 2007, 1 era d'una empresa de construcció i 1 d'una empresa de serveis.
L'únic servei als particulars que hi havia el 2009 era una fusteria.
L'any 2000 a Monay hi havia 8 explotacions agrícoles.

## Poblacions més properes
El següent diagrama mostra les poblacions més properes.